# One Piece: Nejimaki-jima no bōken
One Piece: Nejimaki-jima no bōken (ONE PIECE ねじまき島の冒険 Wan Pisu Nejimaki-jima no bōken?) (en español: Aventura en la isla del reloj, y en inglés: Clockwork Island Adventure), llamada Aventura en la Isla Engranaje en España, es la segunda película basada en la serie de manga y anime One Piece, estrenada el 3 de marzo de 2001.

## Argumento
Ha sido robado el Going Merry por unos ladrones llamados Trump Kyoudai (Los hermanos Trump) los cuales han establecido su base en la llamada Isla del Reloj debido a su semejanza con un reloj de bolsillo, Monkey D. Luffy, el capitán y aspirante a Rey de los Piratas trabaja con su equipo - Ussop, Zoro, Sanji y Nami para abrirse camino hasta la Isla del Reloj para recuperar su barco.

## Reparto
| Personaje       | Seiyū              | Actor de doblaje       |
| --------------- | ------------------ | ---------------------- |
| Monkey D. Luffy | Mayumi Tanaka      | Jaime Roca             |
| Roronoa Zoro    | Kazuya Nakai       | Jorge Saudinós         |
| Nami            | Akemi Okamura      | Diana Torres           |
| Usopp           | Kappei Yamaguchi   | José Carabias          |
| Sanji           | Hiroaki Hirata     | Alfredo Martínez       |
| Bolodo          | Kenyū Horiuchi     | Boris Sanz             |
| Akisu           | Akiko Yajima       | Eva Bau                |
| Madre de Akisu  | Sumi Shimamoto     | Silvia Cabrera         |
| Padre de Akisu  | Daisuke Gōri       | Gabriel Pareja         |
| Danny           | Tetsu Inada        | Enric Puig             |
| Denny           | Osamu Ryūtani      | Rafael Ordóñez Arrieta |
| Donny           | Hisayoshi Suganuma | Carles Teruel          |
| Rey Oso         | Tesshō Genda       | Sergio Capelo          |
| Pin Joker       | Hideyuki Tanaka    | Jorge Tejedor          |
| Sota Puerco     | Isamu Tanonaka     | Juan Catalá Hernández  |
| As Mofeta       | Takeshi Aono       | José Luis Siurana      |
| Reina Miel      | Megumi Hayashibara | Cari Monrós            |

## Música
Tema de cierre (ending)
- "Believe" por Folder 5
- "Ready!" por Folder 5